# نيكون دي 300
نيكون دي 300 (بالإنجليزية: Nikon D300)‏ كاميرا احترافية من إنتاج شركة نيكون 12.3 ميجا بيكسل وقد طرحت في السوق في أغسطس 2007